# Estadio Mario Enrique Arriaza
Estadio Mario Enrique Arriaza – wielofunkcyjny stadion znajdujący się w mieście Gualán, w Gwatemali. Na tym stadionie swoje mecze rozgrywa drużyna piłkarska Deportivo Gualán. Stadion może pomieścić 5 000 widzów.